# Ðuro Špoljarić
Ðuro Špoljarić (ur. 10 maja 1906 w Gornjim Kosinju, zm. 7 maja 1991 w Zagrzebiu) – chorwacki i jugosłowiański polityk, z zawodu krawiec.

## Życiorys
Pracował jako krawiec i był członkiem ruchu związkowego. W 1929 roku dołączył do Komunistycznej Partii Jugosławii. 
Z powodu swej działalności był pozbawiany wolności. W 1930 roku udał się na emigrację do Francji, gdzie działał w ramach Francuskiej Partii Komunistycznej i jej tzw. sekcji jugosłowiańskiej. W 1932 roku został skazany w Jugosławii na 4 lata pozbawienia wolności. Na zjeździe założycielskim Komunistycznej Partii Chorwacji został wybrany sekretarzem jej KC. 
W trakcie II wojny światowej brał udział w walkach partyzanckich. Należał do Antyfaszystowskiej Rady Wyzwolenia Narodowego Jugosławii (AVNOJ) i ZAVNOH. Po zakończeniu wojny piastował wysokie stanowiska polityczne, jednak w 1948 roku został aresztowany w związku z wydarzeniami kryzysu jugosłowiańskiego.